# ヨコフウズラ
ヨコフウズラ (横斑鶉、学名：Philortyx fasciatus) は、キジ目キジ科に分類される鳥類の一種である。ハウズラ亜科（別名ナンベイウズラ亜科）に属する。本種のみでヨコフウズラ属を形成する。

## 分布
メキシコの南西部に分布する。

## 形態
全長約20cm。体全体が茶褐色で、肩羽には鱗状斑がある。体の下面には黒い縞模様が入る。冠羽には黒い斑があり、細長く後頭部に向かって伸びている。嘴は黒色、脚は暗い緑色である。

## 生態
やや乾燥した林や草地、畑の中に生息する。